# Sapsali

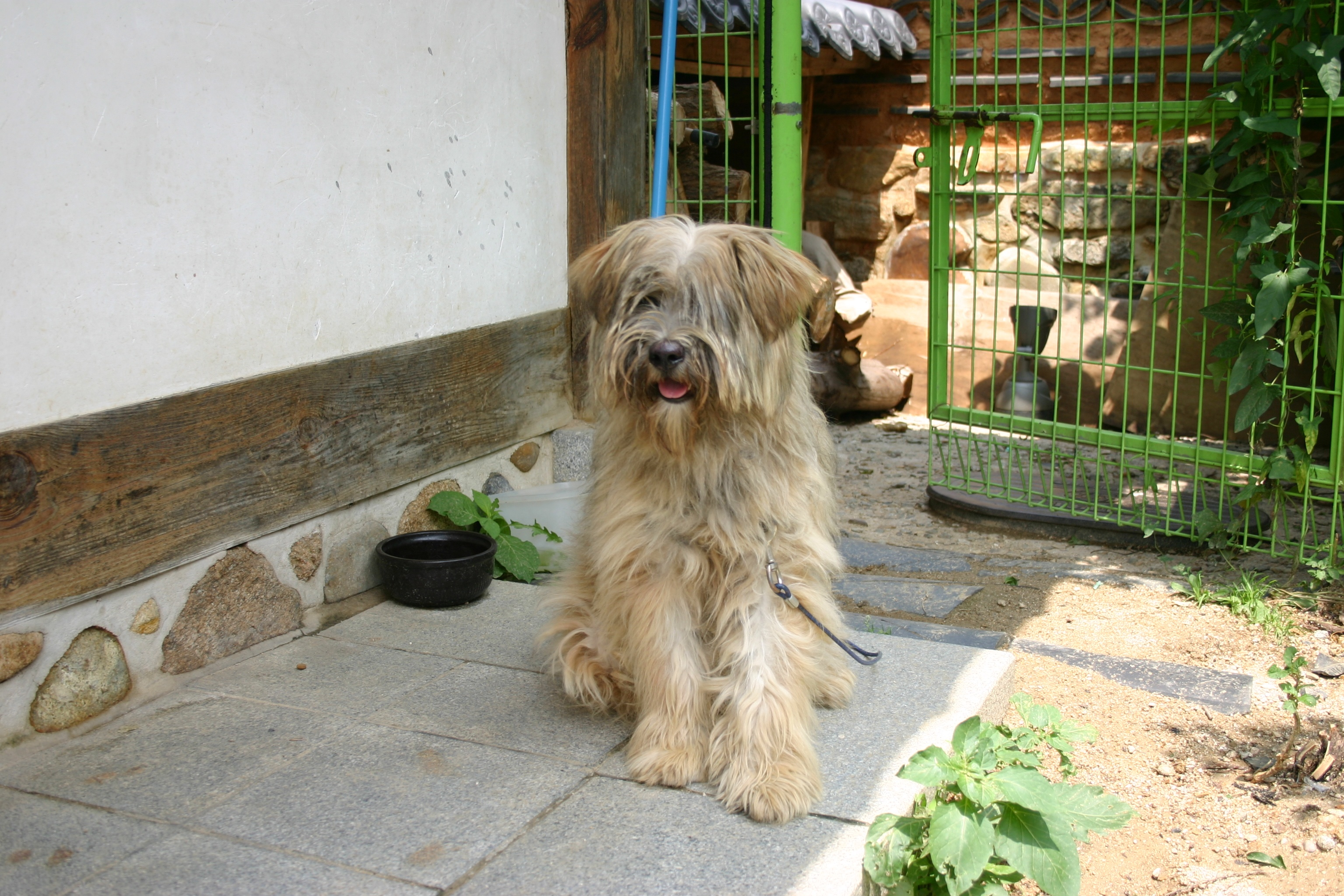
Um cachorro da raça Sapsali em Jeonju, na Coréia do Sul

O Sapsali (ou ainda psapsaree; "os cachorros que afastam espíritos do mal e os infortúnios") é uma raça de cães que quase foi extinta na Coreia durante décadas a ocupação japonesa na Coreia do Sul (1910-1945), quando eram mortos por militares japoneses para a produção de casacos.